# Anita Blaze
Anita Blaze (Les Abymes, Guadalupe, 29 d'octubre de 1991) és una esportista francesa que competeix en esgrima, especialista en la modalitat de floret.
Va participar en dos Jocs Olímpics d'Estiu, i hi va obtenir una medalla de plata a Tòquio 2020, en la prova per equips (juntament amb Pauline Ranvier, Ysaora Thibus i Astrid Guyart), i el quart lloc a Londres 2012, en la mateixa prova.
Va guanyar quatre medalles en el Campionat del Món d'esgrima entre els anys 2013 i 2023, i set medalles en el Campionat d'Europa d'esgrima entre els anys 2012 i 2023.

## Palmarès internacional
| Jocs Olímpics      | Jocs Olímpics           | Jocs Olímpics | Jocs Olímpics     |
| Any                | Lloc                    | Medalla       | Prova             |
| ------------------ | ----------------------- | ------------- | ----------------- |
| 2020               | Tòquio ( Japó)          | 2             | Floret per equips |
| Campionat del món  |                         |               |                   |
| Any                | Lloc                    | Medalla       | Prova             |
| 2013               | Budapest ( Hongria)     | 2             | Floret per equips |
| 2015               | Moscou ( Rússia)        | 3             | Floret per equips |
| 2018               | Wuxi ( R.P. de la Xina) | 3             | Floret per equips |
| 2022               | El Caire ( Egipte)      | 3             | Floret per equips |
| Campionat d'Europa |                         |               |                   |
| Any                | Lloc                    | Medalla       | Prova             |
| 2012               | Legnano ( Itàlia)       | 2             | Floret per equips |
| 2013               | Zagreb ( Croàcia)       | 2             | Floret per equips |
| 2015               | Montreux ( Suïssa)      | 3             | Floret per equips |
| 2018               | Novi Sad ( Sèrbia)      | 3             | Floret per equips |
| 2019               | Düsseldorf ( Alemanya)  | 2             | Floret per equips |
| 2022               | Antalya ( Turquia)      | 2             | Floret per equips |
| 2023               | Cracòvia ( Polònia)     | 2             | Floret per equips |